# Фрэнк (фильм)
«Фрэнк» (англ. Frank) — комедия режиссёра Ленни Абрахамсона, премьера которой состоялась в 2014 году. Главные роли исполнили Донал Глисон и Майкл Фассбендер.

## Сюжет
Джон — молодой парень, живущий в английской глубинке. В его жизни ничего интересного не происходит, а он жаждет стать известным и даже пытается писать свою музыку. Однако его жизнь меняется, когда в городе останавливается группа гастролирующих рокеров, во главе которых Фрэнк — эксцентричный музыкант, никогда не снимающий маску-голову из папье-маше. По счастливой случайности Джону удается занять место клавишника в группе. Вместе с новыми знакомыми он отправляется в Ирландию, чтобы записать альбом психоделической музыки. Попутно он тайно снимает группу и постит видео в блог. Как известно, у любых действий, даже самых безобидных, могут быть последствия.

## В ролях
| Актёр            | Роль  |
| ---------------- | ----- |
| Донал Глисон     | Джон  |
| Майкл Фассбендер | Фрэнк |
| Мэгги Джилленхол | Клара |
| Скут Макнейри    | Дон   |
| Карла Азар       | Нана  |
| Франсуа Сивиль   | Барак |

## Производство
Главным образом фильм вдохновлён Фрэнком Сайдботтомом, комичной персоной Криса Сивея, но кроме этого, сюжет также был вдохновлён такими музыкантами, как Дэниел Джонстон и Дон ван Влиет (более известным под псевдонимом Captain Beefheart). Джон Ронсон, соавтор сценария, был частью группы Сайдботтома, и первоначально планировалось сделать адаптацию его трудов, однако позже было сделано решение построить фильм на вымышленных событиях.
Съёмки картины происходили в городе Уиклоу, Ирландия, и в штате Нью-Мексико, США. Музыка, исполненная группой в фильме, была записана актёрами «вживую» во время съёмок.

## Премьера
Премьера фильма состоялась 17 января 2014 года на 30-м кинофестивале «Сандэнс». Во время показа картины на «Сандэнсе» всем зрителям были выданы такие же маски, как и у главного персонажа Фрэнка. Премьера фильма в Великобритании и Ирландии состоялась 2 мая 2014 года.

## Критика
После премьеры на 30-м кинофестивале «Сандэнс» фильм был удостоен высочайших оценок мировой кинопрессы. Рейтинг картины на сайте Rotten Tomatoes составляет 92 %. На сайте Metacritic на основе 31 отзыва рейтинг фильма составляет 76/100.
Кайл Смит из New York Post описал фильм как «эксцентричный восторг» (англ. whimsical delight), между тем, положительно оценив игру Донала Глисона. Эмбер Уилкинсон из The Daily Telegraph дала фильму оценку 4/5, назвав его «необычным, с духом панка» (англ. off-beat and punk-spirited). Критика фильма в значительной степени была нацелена на развитие сюжета ближе к концу.